# Radechiw (Dorf)
Radechiw (ukrainisch Радехів; russisch Радехов Radechow, polnisch Radziechów) ist ein Dorf in der ukrainischen Oblast Wolyn mit etwa 660 Einwohnern (2001).

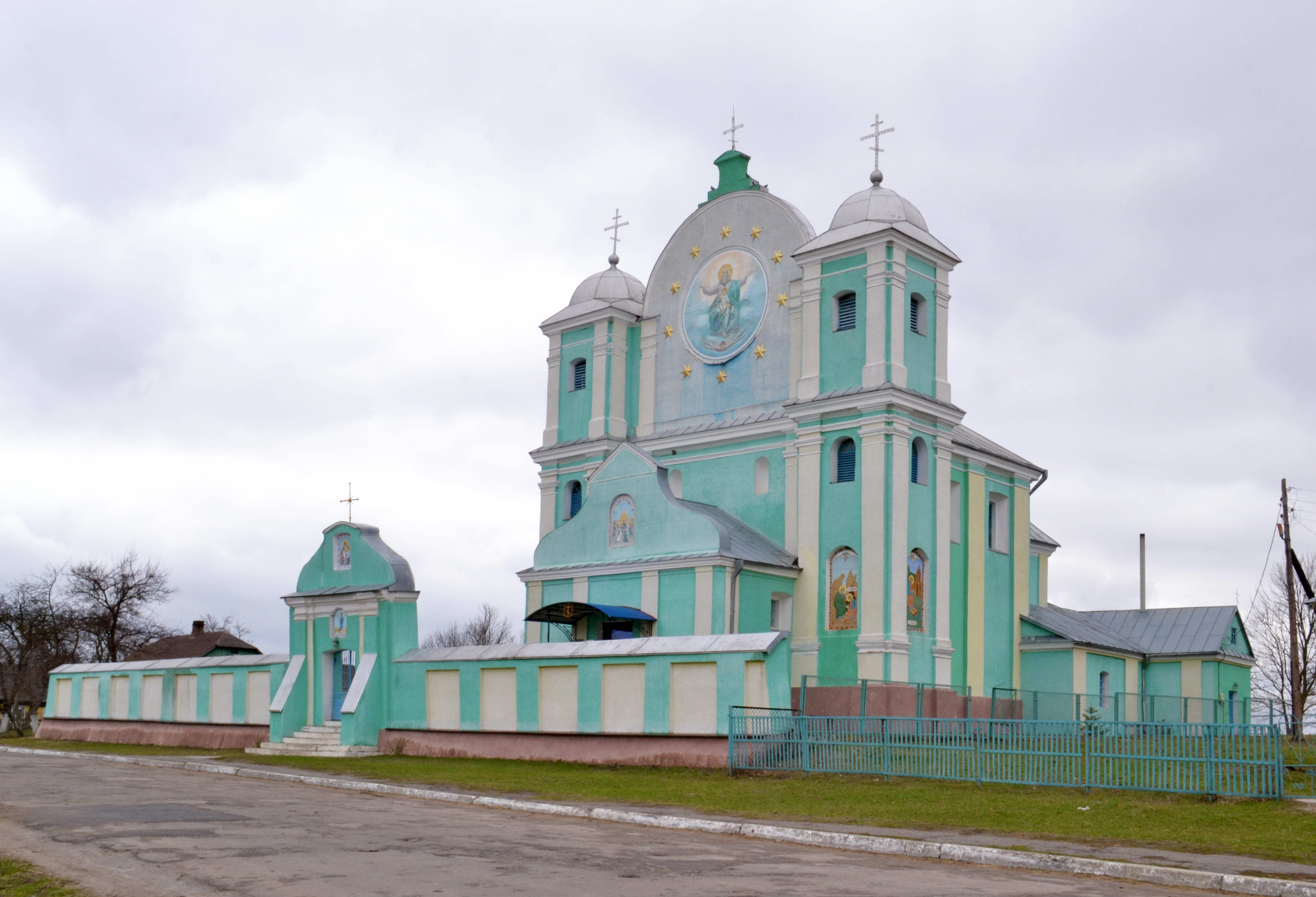
Himmelfahrtskirche von 1751 – Ansicht von Südosten

Das erstmals im 18. Jahrhundert schriftlich erwähnte Dorf
liegt im Rajon Kowel, 10 km südlich vom ehemaligen Rajonzentrum Ljuboml und etwa 120 km nordwestlich vom Oblastzentrum Luzk entfernt.
Durch das Dorf verläuft die Territorialstraße T–03–02, die 6 Kilometer nördlich die Fernstraße M 07 / E 373 kreuzt.
Am 23. Dezember 2016 wurde das Dorf ein Teil der neugegründeten Landgemeinde Wyschniw (ukrainisch Вишнівська сільська громада/Wyschniwska silska hromada), bis dahin bildete das Dorf zusammen mit den Dörfern Tschmykos (Чмикос) und Wyschhiw (Вижгів) die gleichnamige Landratsgemeinde Radechiw (Радехівська сільська рада/Radechiwska silska rada) im Süden des Rajons Ljuboml.
Am 17. Juli 2020 wurde der Ort Teil des Rajons Kowel.